# Valérie Guiyoule
Valérie Guiyoule (née le 3 août 1972 à Paris) est une athlète française, spécialiste du triple saut.

## Biographie
Elle remporte trois titres de championne de France du triple saut : un en plein air en 1995, et deux en salle en 1994 et 1995.
Elle améliore à deux reprises le record de France du triple saut : 13,85 m, le 8 juin 1994 à Reims, et 13,94 m le 8 juillet 1995 à Limoges.

### Palmarès
- Championnats de France d'athlétisme :
  - vainqueur du triple saut en 1995
- Championnats de France d'athlétisme en salle :
  - vainqueur du triple saut en 1994 et 1995

### Records
| Épreuve     | Performance | Lieu | Date |
| ----------- | ----------- | ---- | ---- |
| Triple saut | 13,98 m     |      | 1997 |